# Niszczyciele rakietowe typu 052B
Niszczyciele rakietowe typu 052B – chińskie wielozadaniowe niszczyciele rakietowe, które weszły do służby w roku 2004. W kodzie NATO otrzymały oznaczenie Luyang I. Od pierwszej jednostki serii znane są także jako typ Guangzhou.

## Historia
Okręty typu 052B zostały opracowane na podstawie doświadczeń z budowy i eksploatacji wcześniejszych typów chińskich niszczycieli. Szczególną uwagę przy projektowaniu tych jednostek zwrócono na zwiększenie ich możliwości w zakresie zwalczania celów powietrznych.
Prace nad okrętami prowadzono przy ścisłej współpracy z rosyjskimi specjalistami. Z Rosji dostarczono część wyposażenia okrętu w tym główny składnik uzbrojenia, którym są pociski przeciwlotnicze SA-N-12. Pociski te są najnowszą wersją systemu przeciwlotniczego stosowanego w radzieckich niszczycielach od lat 80. XX wieku. Na okrętach zastosowano rozwiązania z zakresu technologii stealth dzięki czemu znacznie wzrosły szanse okrętu na przetrwanie na polu walki.
Budowa pierwszego okrętu typu Guangzhou rozpoczęła się w roku 2000 w szanghajskiej stoczni Jiangnan. Wodowanie okrętu nastąpiło w maju 2002, wejście do służby nastąpiło w 2004.
Koszt budowy jednego okrętu typu szacowany jest na ok. 400 milionów dolarów.

## Zbudowane okręty
- Guangzhou – DDG 168, wodowanie 25 maja 2002, wejście do służby 2004
- Wuhan – DDG 169, wodowanie październik 2002, wejście do służby 2004